# Haferflocken
Haferflocken sind ein Getreideerzeugnis, das aus Saat-Hafer hergestellt wird. Sie werden aus gereinigten Rohhafer hergestellt, der geschält, gedämpft und schließlich getrocknet wird.  Haferflocken sind seit Jahrhunderten insbesondere in Teilen Europas ein wichtiges Grundnahrungsmittel.

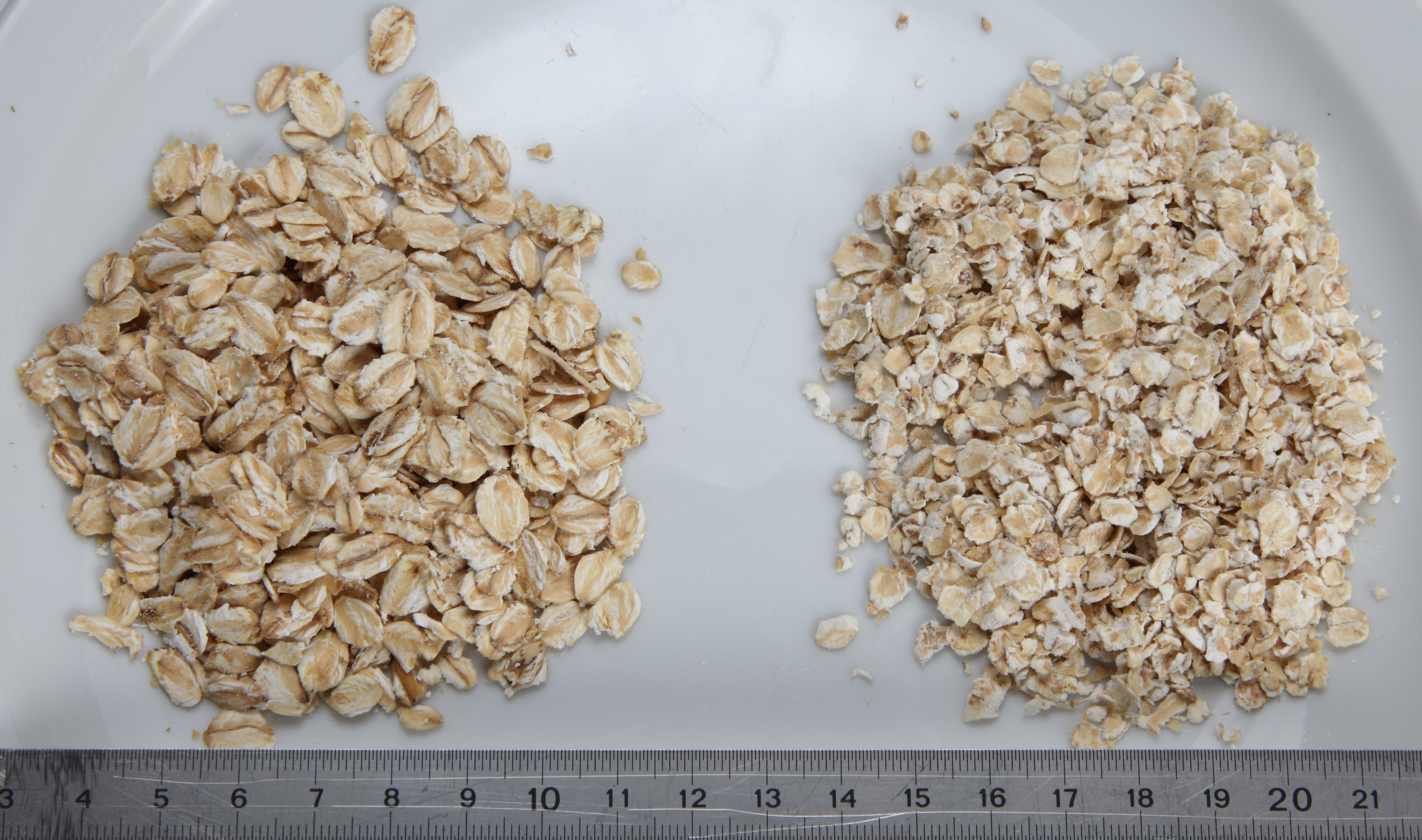
Links kernige, rechts zarte Haferflocken

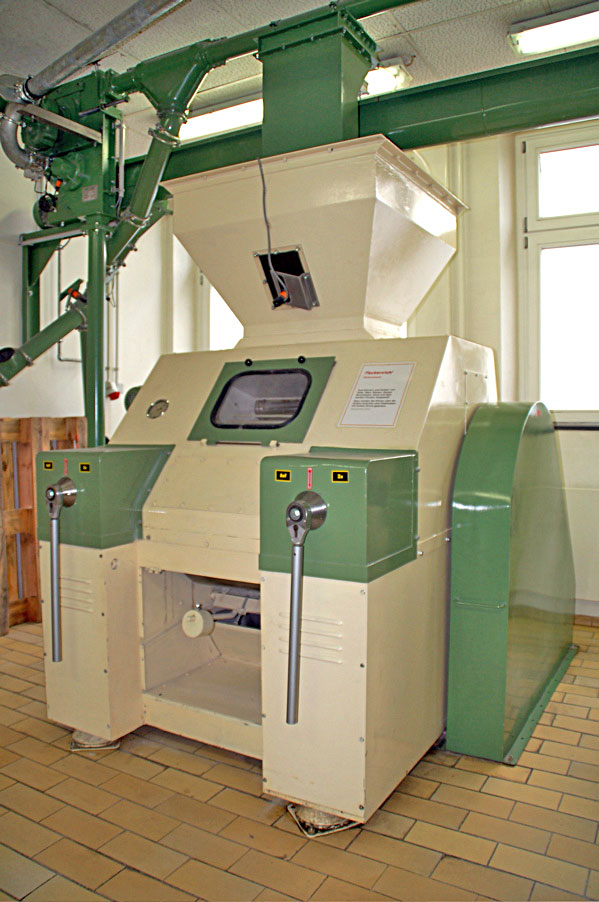
Flockierstuhl

## Herstellung
Zunächst wird der Rohhafer z. B. von Stroh gereinigt und danach mehrere Stunden lang erst mit Dampf und anschließend mit trockener Hitze bei 90–100 °C gedarrt. Bei dieser Behandlung bildet sich das typische nussartige Aroma der späteren Haferflocken. Durch die Hitze wird auch die Aktivität bestimmter Enzyme (Lipasen) geschwächt, die sonst später bei der Lagerung einen ranzigen, bitteren Geschmack verursachen würden. Spelzen, Frucht- und Samenschale werden entfernt. Bei Vollkorn-Haferflocken bleiben neben dem Mehlkörper auch der Keimling und die Samenschale intakt und weitgehend alle Nährstoffe erhalten. Die Spelzen lockern sich im Trocknungsverfahren und werden dann in einem Trommelschäler oder Fliehkraftschäler (früher zwischen Mahlsteinen in einem Gerbgang) vom Haferkern abgetrennt. Nach dem Schälvorgang werden die Haferkerne maschinell auf einem Paddy-Tischausleser ausgelesen. Die Haferkerne, die für Zarte Flocken oder Kleinblattflocken vorgesehen sind, werden nun zu Hafergrütze verarbeitet und gehen dazu auf einen Grützeschneider, in welchem sie zerkleinert werden. Ihre endgültige Form erhalten die Haferflocken auf einem Flockierstuhl, in dem die Haferkerne unter großem Druck zwischen zwei Glattwalzen plattgedrückt werden.

## Arten
Kernige Flocken oder Großblattflocken
Aus ganzen Haferkernen hergestellt, recht bissfest, quellen beim Einweichen und Aufkochen am langsamsten auf
Zarte Flocken oder Kleinblattflocken
Aus Hafergrütze (kleingeschnittenen Haferkernen) gewalzt, quellen schneller auf
Schmelzflocken
Werden aus Hafermehl gewalzt. Schmelzflocken lösen sich beim Einrühren in Flüssigkeit sofort auf und sind trinkbar. Sie sind ein für Säuglingsernährung und Diät hergestelltes Lebensmittel zur Zubereitung von Flaschen- und Breimahlzeiten. Für Säuglinge sind sie nach Herstellerangaben erst ab dem 5. Lebensmonat geeignet und werden als Schonkost für Kranke angeboten.

## Verwendung
Haferflocken dienen als Grundlage von Müslis. Sie sind im Lebensmitteleinzelhandel fertig erhältlich, können aber auch mit einer Getreidequetsche selber erzeugt werden.
Hafer, meist als Flocken, gilt in weiten Teilen Europas als Grundnahrungsmittel. Haferflockenbrei bzw. Haferbrei erhält man durch Kochen von Haferflocken in Kuh- oder Pflanzenmilch, in Deutschland oft gesüßt, mit Kakaopulver oder mit Zimt, in Skandinavien auch mit Wasser gekocht (Havregrøt) mit Salz oder Zucker. Haferflockensuppe ist eine verdünnte Variante, die auch als traditionelles Hausmittel beispielsweise bei Magen-Darm-Erkrankungen eingesetzt wird. Haferflocken werden bei der Ernährung von Kindern eingesetzt, da sie bekömmlich und ein wichtiger Lieferant von Eisen, Magnesium und B-Vitaminen sind.
Haferschleim, das heißt aus Haferflocken gekochter, abgeseihter Schleim, spielt als Babynahrung und Krankenkost eine Rolle. Er wird bei Verdauungsbeschwerden und zur Kräftigung empfohlen.
Haferflocken werden auch für die Zufuhr von Nahrungsenergie und Proteinen im Bodybuilding verwendet. 100 g Haferflocken enthalten ca. 13,5 g Protein.
Mit Honig und Nüssen gebackene Haferflocken heißen vor allem im englischsprachigen Raum Granola.
Als Diätkost und Notration gibt es Haferflocken-Tabs (in mundgerechte Stücke gepresste Haferflocken).
Lose oder als Pellets dienen Haferflocken der Tierernährung. Insbesondere Pferde können den Hafer so besser aufschließen, in Kornform gelangt er oft unzerkaut in den Kot.

### Mengenangaben
Ein gehäufter Esslöffel entspricht bei groben Haferflocken etwa 10 g, bei feinen Haferflocken 5 g.

## Zusammensetzung und gesundheitliche Bedeutung
Haferflocken enthalten einen hohen Anteil an Kohlenhydraten (≈70 %), an Proteinen (≈15 %), an ungesättigten Fettsäuren und an löslichen Ballaststoffen (≈10 g/100 g) sowie an Glucanen wie dem Schleimstoff Lichenin, Vitamin B1, B6 und E, Zink, Eisen, Calcium, Magnesium und Phosphor.
Das im Hafer enthaltene Beta-Glucan kann den Cholesterinspiegel senken und hat positive Auswirkungen auf den Blutzuckerspiegel.
Für viele Allergiker und Betroffene von Zöliakie ist nur Gliadin, nicht aber zugleich auch Glutenin unverträglich. Die in dieser Weise Betroffenen müssen deshalb zwar die klassischen Getreide (Weizen, Triticale, Roggen und ihre botanischen Vorläufer) meiden, können aber bedingt Haferflocken und sonstige daraus hergestellte Haferprodukte essen. Es muss in diesem Fall sichergestellt sein, dass der Hafer bei der Verarbeitung nicht mit Weizen usw. verunreinigt wurde. Die Verunreinigung mit Weizen ist Grund dafür, dass Hafer in der EU den Allergenen zugerechnet wird. Nur ein speziell gereinigter Hafer kann den Grenzwert von 20 ppm unterschreiten.
Eine im Auftrag des Verbrauchermagazins Öko-Test im Jahr 2022 erstellte Studie hatte 29 in Deutschland vertriebene Haferflockenmarken untersucht und in elf Fällen Werte von Schimmelpilzgiften festgestellt, die nach Ansicht und  eigener Beurteilung des Magazins „erhöht“ oder „stark erhöht“ waren, wobei alle Proben die in der EU gültigen Höchstgehalte einhielten. Schon 2020 gab es ähnliche Berichte.